# 市川幸嗣
市川 幸嗣（いちかわ こうじ）は、日本映画の製作担当である。横浜放送映画専門学院（現・日本映画大学）3期卒業。同期には、撮影技師のさのてつろう、編集技師の島村泰司がいる。

## 主な作品

### 映画
- あぶない刑事（製作主任・1987年）
- スパルタの海（製作・1983年）
- くまちゃん（製作・1993年）
- 復讐 THE REVENGE 運命の訪問者（製作・1997年）
- 復讐 THE REVENGE 消えない傷跡（製作・1997年）
- 卒業（製作・2003年）
- 東京タワー（協力・2004年）
- 赤い鯨と白い蛇（制作・2005年）
- インスタント沼（制作・2009年）

### オリジナルビデオ
- 女飼い（1995年）

### テレビドラマ
- 大激闘マッドポリス'80（製作進行・1980年 NTV）
- ザ・ハングマン4（製作主任・1984年 ABC）
- 母さん、家においでよ（製作・1986年 TBS）
- あぶない刑事（製作主任・1986-87年 NTV）
- あきれた刑事（1987年 NTV）
- もっとあぶない刑事（製作担当・1988-89年）
- 和宮様御留（1991年 ANB）
- 恋するシティボーイ（1994年 MBS）
- 変なお父さん（1995年 CX）
- 怖くて不思議な話（1995年 ANB）
- せつない探偵 柚木草平の殺人レポート（1996年 CX）
- ふたり〜Wherever You Are〜（1997年 ANB）
- 君の手がささやいている（1997年 ANB）
- おそるべしっっ!!!音無可憐さん（1998年 ANB）
- 麻意ちゃん、やさしさをありがとう（1998年 TBS）
- 君の手がささやいている〜第二章（1998年 ANB）
- 世紀末の詩 The Last Song（1998年 NTV）
- 可愛いだけじゃダメかしら?（1999年 ANB）
- タクシードライバーの推理日誌 殺意のハンドル（2000年 ANB）
- ハッピー2 愛と感動の物語（2000年 TX）
- 少年は鳥になった（2001年 TBS）
- マイリトルシェフ（2002年 TBS）
- アシ!（2003年 ANB）
- 14ヶ月〜妻が子供に還っていく（2003年 YTV）
- 失われた約束 引き裂かれた愛の行方（2003年 KTV）
- 久本ドラマ（2004年 CX）
- ミステリー民俗学者 八雲樹（2004年 EX）
- 時効警察（2006年 EX）
- 花嫁は厄年ッ!（2006年 TBS）
- 帰ってきた時効警察（2007年 EX）
- 新宿スワン（2007年 EX）
- マイガール（2009年 EX）